# Saint-Paul-de-Vern
Saint-Paul-de-Vern är en kommun i departementet Lot i regionen Occitanien i södra Frankrike. Kommunen ligger i kantonen Saint-Céré som tillhör arrondissementet Figeac. År 2022 hade Saint-Paul-de-Vern 174 invånare.

## Befolkningsutveckling
Antalet invånare i kommunen Saint-Paul-de-Vern
| Referens: INSEE |